# Somogyacsa
Somogyacsa ist eine ungarische Gemeinde im Kreis Tab im Komitat Somogy. Zur Gemeinde gehört der nordöstlich gelegene Ortsteil Gerézdpuszta.

## Geografische Lage
Somogyacsa liegt 29 Kilometer nordöstlich des Komitatssitzes Kaposvár und 17 Kilometer südwestlich der Kreisstadt Tab an dem Fluss Koppány. Die höchste Erhebung im Gemeindegebiet ist der 305 Meter hohe Kánya-domb. Nachbargemeinden sind Bonnya im Westen,  Somogydöröcske im Osten sowie Gadács und Igal im Süden.

## Geschichte
Die erste urkundliche Erwähnung des Ortes unter dem Namen Acsa stammt aus dem Jahr 1406. Das erste Schulgebäude des Ortes wurde 1874 fertiggestellt. Im Jahr 1907 gab es in der damaligen Kleingemeinde 193 Häuser und 1195 Einwohner auf einer Fläche von 3993  Katastraljochen. Sie gehörte zu dieser Zeit zum Bezirk Igal im Komitat Somogy.

## Sehenswürdigkeiten
- Römisch-katholische Kirche Szent Flórian, erbaut in der zweiten Hälfte des 18. Jahrhunderts im Stil des Spätbarocks
- Römisch-katholische Kapelle Szent Márton im Ortsteil Gerézdpuszta, erbaut 1892
- Kalvarienberg
- Weltkriegsdenkmal

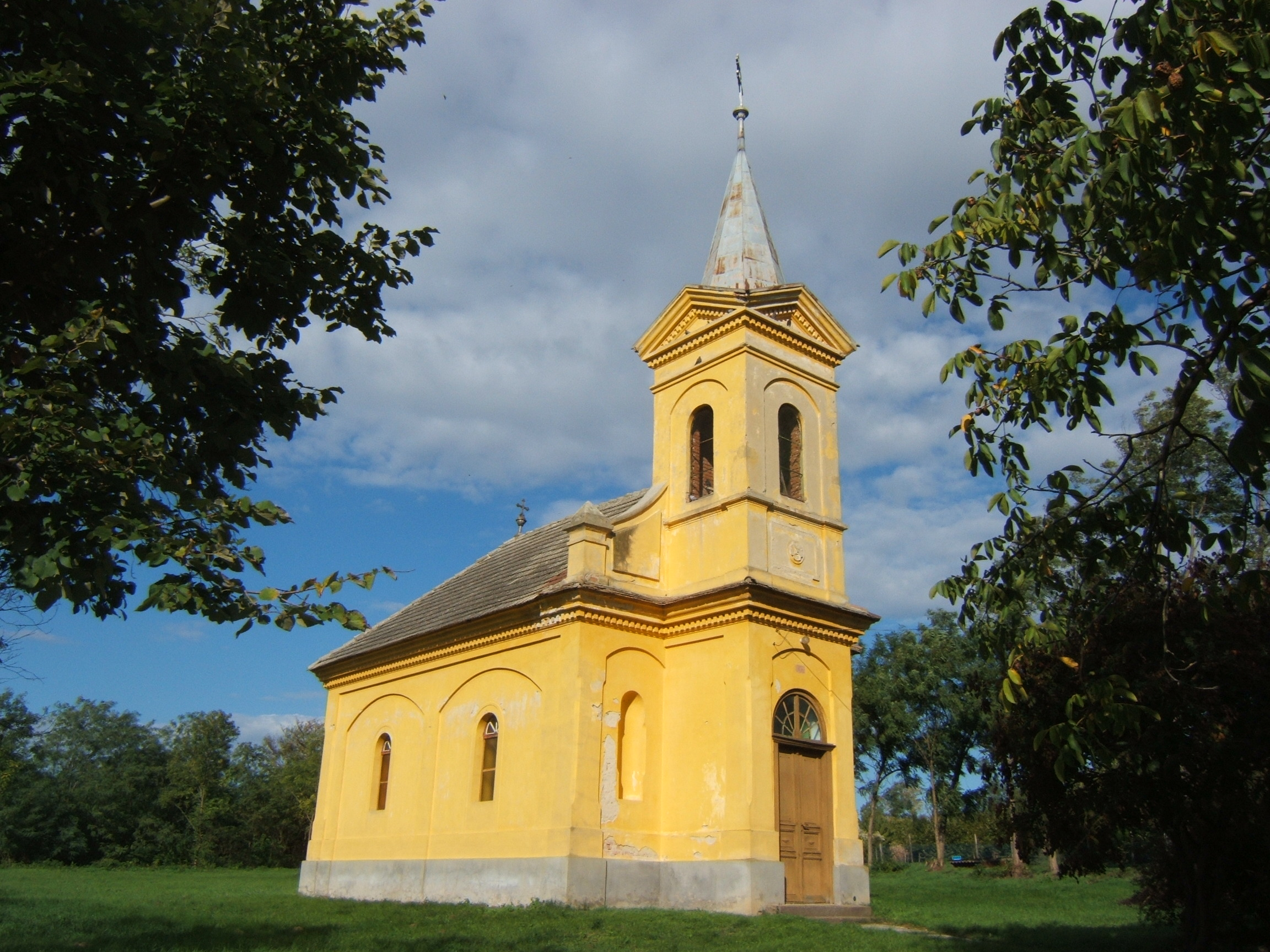
Römisch-katholische Kapelle Szent Márton im Ortsteil Gerézdpuszta
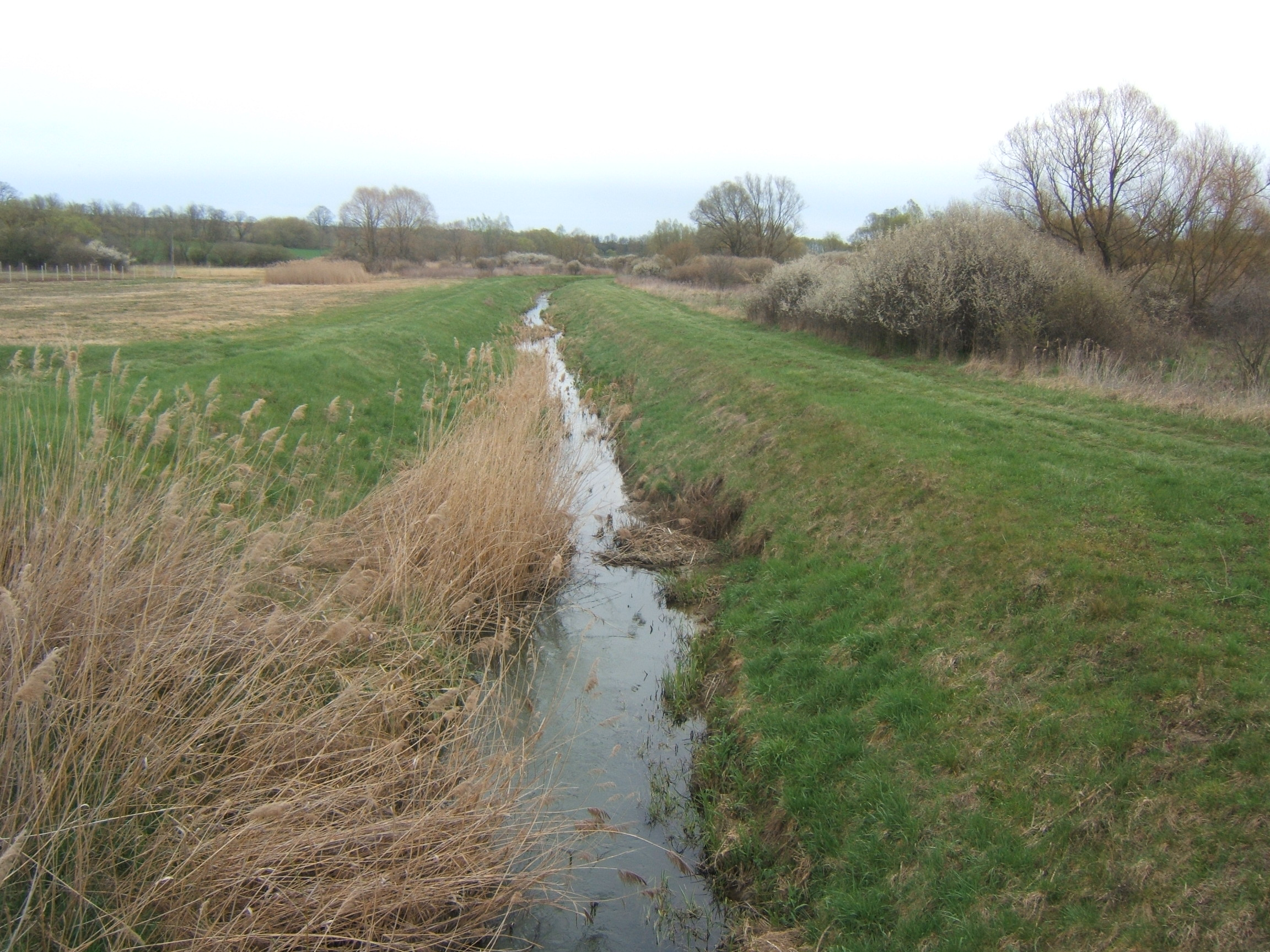
Der Fluss Koppány bei Gerézdpuszta

## Verkehr
Durch das Gemeindegebiet verläuft die Landstraße Nr. 6508. Es bestehen Busverbindungen nach Törökkoppány sowie in die Kreisstadt Tab. Der nächstgelegene Bahnhof befindet sich sechs Kilometer nordwestlich in Bonnya.